# Henry Hoʻolulu Pitman
Pour les articles homonymes, voir Pitman.
Timothy Henry Hoʻolulu Pitman (né le 18 mars 1845 à Hilo et mort le 27 février 1863 à Annapolis) est un soldat de l'armée de l'Union d'origine hawaïenne. Il fait partie d'un groupe de plus d'une centaine de combattants natifs d'Hawaï — une nation indépendante — qui ont combattu pendant la guerre de Sécession.
Il est le fils aîné de Kinoʻoleoliliha (en), une noble hawaïenne, et de Benjamin Pitman (en), un pionnier américain du Massachusetts. Grâce au succès commercial de son père dans les industries de la chasse à la baleine et des plantations de sucre et de café et les liens familiaux de sa mère avec la famille royale hawaïenne, les Pitman sont assez prospères et possèdent des terres sur l'île d'Hawaï et à Honolulu. Lui et sa sœur aînée Mary sont éduqués dans les écoles fondées par des missionnaires à Hilo aux côtés d'autres enfants métis. Après la mort de sa mère en 1855, son père se remarie avec la veuve d'un missionnaire, reliant ainsi la famille à la communauté missionnaire américaine à Hawaï. Cependant, après la mort de sa première épouse et plus tard de sa seconde épouse, son père décide de quitter les îles et de retourner au Massachusetts avec sa famille en 1861. Le jeune Pitman poursuit ses études dans les écoles publiques de Roxbury, où vit quelque temps la famille Pitman.
Quittant l'école à l'insu de sa famille, il prend la décision de se battre pendant la guerre de Sécession en août 1862. Malgré son ascendance métisse, Pitman évite la ségrégation raciale imposée aux autres recrues autochtones hawaïennes de l'époque et s'enrôle dans le 22e régiment d'infanterie des volontaires du Massachusetts, un régiment blanc. Il sert comme soldat dans l'armée de l'Union lors de la bataille d'Antietam et de la campagne du Maryland. Il se lie d'amitié avec le soldat Robert G. Carter (en) et ce dernier écrit plus tard leur expérience commune dans le 22e régiment. Compilé des décennies plus tard à partir de vieilles lettres, le récit de Carter décrit les détails entourant son sort final pendant la guerre. En marche vers Fredericksburg, Pitman est séparé de son régiment et capturé par les forces de guérilla confédérées. Il est contraint de marcher jusqu'à Richmond et incarcéré dans la prison confédérée de Libby (en) où il contracte une maladie aux poumons à cause des dures conditions de son emprisonnement. Il meurt le 27 février 1863 quelques mois après sa libération conditionnelle dans le cadre d'un échange de prisonniers.
Les historiens modernes considèrent Henry Hoʻolulu Pitman comme le seul Hawaïen ou insulaire du Pacifique connu à mourir en tant que prisonnier de guerre pendant la guerre. Pendant un certain temps après la fin de la guerre, l'héritage et les contributions de Pitman et d'autres participants hawaïens documentés à la guerre de Sécession sont largement oubliés, sauf dans les cercles privés des descendants et des historiens. Cependant, il y a un regain d'intérêt ces dernières années pour la communauté hawaïenne. En 2010, ces « fils hawaïens de la guerre civile » sont commémorés par une plaque commémorative érigée dans le National Memorial Cemetery of the Pacific à Honolulu.